# 9 Brygada Kawalerii Pancernej
9 Braniewska Brygada Kawalerii Pancernej im. Króla Stefana Batorego (9 BKPanc.) – oddział Wojsk Pancernych Sił Zbrojnych RP.

## Formowanie i zmiany organizacyjne
9 Brygada Kawalerii Pancernej została sformowana na bazie 27 Pułku Zmechanizowanego Ułanów im. Króla Stefana Batorego z Braniewa; jej formowanie rozpoczęto 1 listopada 1993 roku, a zakończono 1 lipca 1994 roku. 
Poprzednikiem 27 Pułku Zmechanizowanego był 28 Saski Pułk Czołgów Średnich, który stacjonował w Czarnem. W 1990 w związku z restrukturyzacją armii pułk został przeniesiony do Braniewa i przeformowany na jednostkę zmechanizowaną, zmieniając nazwę na 27 Pułk Zmechanizowany Ułanów.
9 Brygada Kawalerii Pancernej stacjonuje w garnizonie Braniewo.
16 stycznia 2014 roku minister obrony narodowej Tomasz Siemoniak dla podkreślenia więzi łączących żołnierzy 9 Brygady Kawalerii Pancernej im. Króla Stefana Batorego ze społecznością Braniewa nadał jej nazwę wyróżniającą „Braniewska”.

## Tradycje
1 września 1995 roku brygada przejęła tradycje oddziałów: Nowogródzkiej Brygady Kawalerii, 28 Saskiego Pułku Czołgów Średnich i 27 Pułku Zmechanizowanego Ułanów im. Króla Stefana Batorego. 4 września tego roku przyjęła imię Króla Stefana Batorego.
W pierwszej połowie 1991 kadra jednostki rozpoczęła starania o przyjęcie nazwy, barwy, patrona i tradycji 27 Pułku Ułanów im. Króla Stefana Batorego. Nawiązano ścisły kontakt ze środowiskiem byłych żołnierzy 27 Pułku Ułanów, weteranami walk we wrześniu w 1939 oraz z żołnierzami pułku odtworzonego w ramach Armii Krajowej.
Brygada swoje święto obchodzi 27 września.

## Sztandar

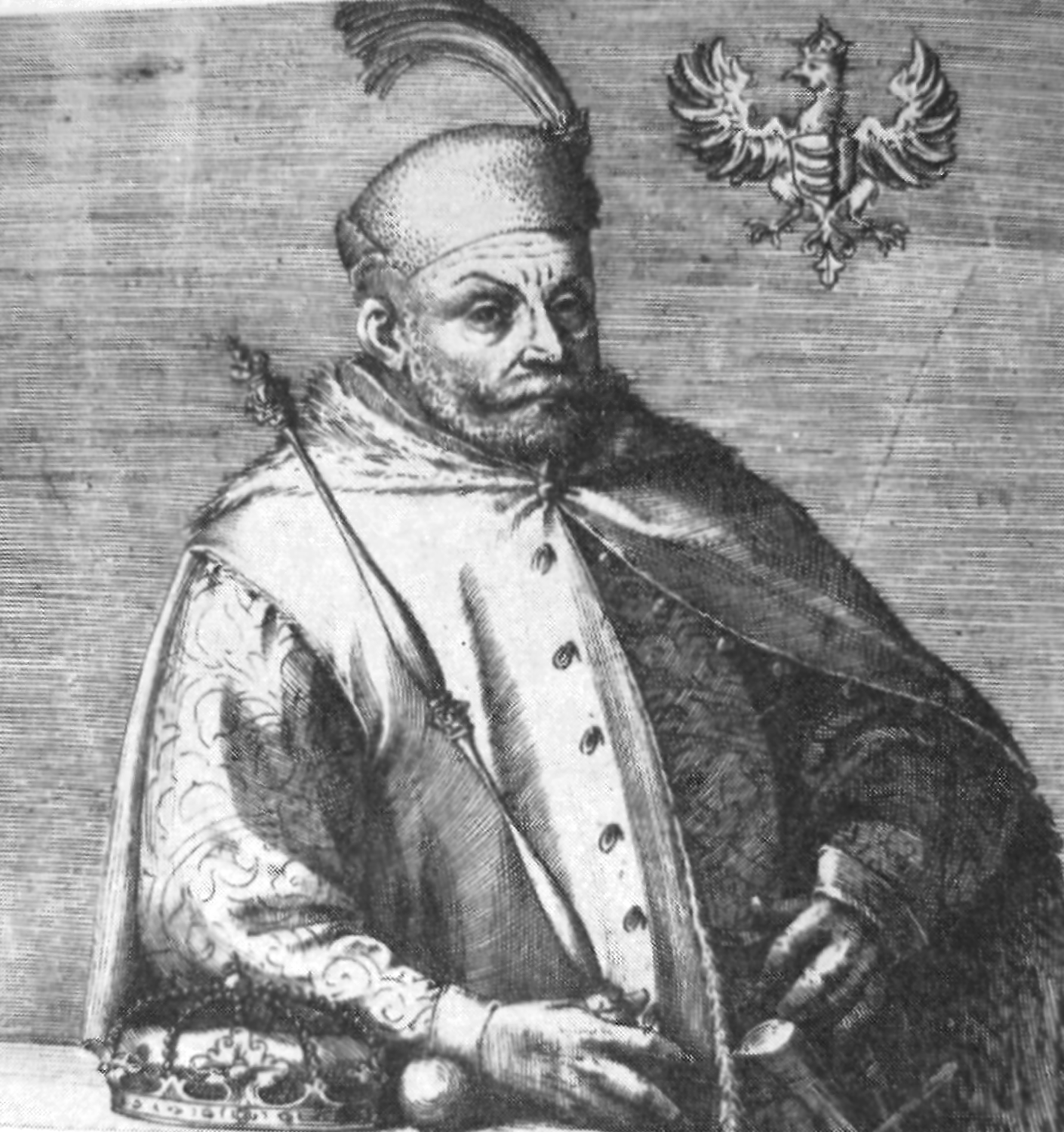
Stefan Batory, patron 9 BKPanc.

27 września 1995 roku w wyniku starań Społecznego Komitetu Sztandaru, organizacji kombatanckich oraz środowisk żołnierzy 9 Brygada Kawalerii Pancernej otrzymała od prezydenta Rzeczypospolitej sztandar wojskowy.
Biały płat sztandaru o wymiarach 750 x 750 mm, na którym po obu stronach znajduje się krzyż kawalerski, wykonany z tkaniny czerwonej. Szerokość krzyża na brzegu płata 375 mm. Jeden bok sztandaru wszyty jest w białą skórę, przymocowaną do drzewca 7 gwoździami z białego metalu, z wyjątkiem boku przytwierdzonego do drzewca, pozostałe boki są obszyte złotą frędzlą.
Na stronie głównej płata, pośrodku krzyża kawalerskiego, w czerwonym kręgu, znajdują się dwie gałązki wawrzynu ułożone w kształcie wieńca otwartego w górnej części,haftowane złotym szychem- szerokość 375 mm. Pośrodku wieńca umieszczony jest wizerunek orła białego z głową zwróconą do drzewca, haftowany srebrnym szychem. Korona, dziób i szpony orła haftowane są złotym szychem.
Wysokość orła wynosi 225 mm. Pomiędzy ramionami krzyża kawalerskiego, w rogach płata umieszczono wieńce wawrzynu o szerokości 210 mm.
W polu wieńców wpisany jest numer brygady „9”, haftowany złotym szychem.
Cyfry o wysokości 120 mm.

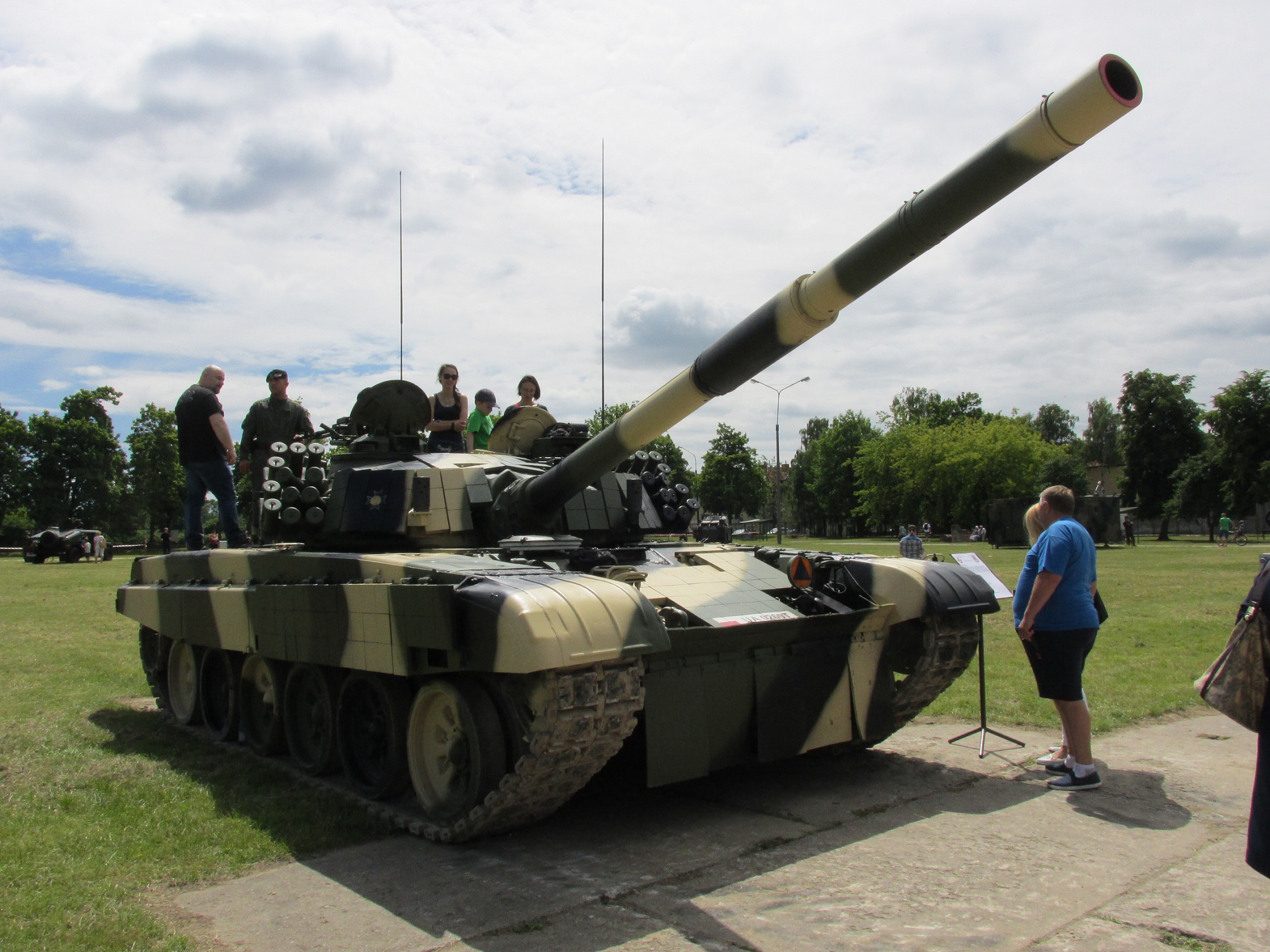
Czołg PT-91 „Twardy” z 9 BBKPanc.

Na stronie odwrotnej płata, pośrodku krzyża kawalerskiego, znajduje się wieniec o szerokości 375 mm, w środku którego jest umieszczony napis: „BÓG HONOR OJCZYZNA” w trzech wierszach haftowanych złotym szychem. Wysokość liter 70 mm. Pomiędzy ramionami krzyża, w rogu płata są umieszczone wieńce wawrzynu. W lewym górnym polu – „1994”, w prawym górnym - „herb miasta Braniewa”, lewy dolny – pozostaje pusty, a w prawym dolnym – „odznaka pamiątkowa 9 Brygady Kawalerii Pancernej”.

## Struktura organizacyjna (2007)
- dowództwo i sztab
- batalion dowodzenia
- 1 batalion czołgów (czołgi PT-91)
- 2 batalion czołgów (czołgi PT-91)
- 3 batalion zmechanizowany (BWP-1)
- dywizjon artylerii samobieżnej (haubice samobieżne 2S1 Goździk)
- dywizjon artylerii przeciwlotniczej (zestawy ZU-23-4)
- kompania rozpoznawcza (pojazdy BRDM-2)
- kompania saperów (pojazdy Star 266M2)
- pluton rozminowania
- batalion logistyczny (kompania remontowa, kompania zaopatrzenia)

Sprzęt bojowy: uzbrojenie brygady stanowiły przede wszystkim czołgi T-72, od 2014 roku PT-91 Twardy, a od 2024 roku K2. Ponadto w skład uzbrojenia wchodzą lub wchodziły bojowe wozy piechoty BWP-1, samobieżne haubice 2S1 Goździk, rozpoznawcze samochody opancerzone BRDM-2, działka przeciwlotnicze ZU-23-2, transportery opancerzone MT-LB, transportery minowania narzutowego Kroton, wozy zabezpieczenia technicznego WZT-3.

## Dowódcy brygady
- 1994 – 1995 - ppłk dypl. Wojciech Roszak[1]
- 1995 – 1999 - ppłk dypl. Ryszard Sorokosz
- 1999 – 2001 - ppłk dypl. Marek Tomaszycki
- 2001 – 2002 - ppłk dypl. Krzysztof Górecki
- 2002 – 2005 - płk dypl.  Zbigniew Domański
- 2005 – 2006 - gen. bryg. Ryszard Wiśniewski
- 2006 – 2007 - p.o. płk Bogdan Wolny
- 2007 – 2009 - gen. bryg. Wojciech Grabowski
- 2009 – 2010 - gen. bryg. Andrzej Danielewski
- 2010 – 2015 - płk dypl. Jan Rydz
- 2015 – 2018 - płk dypl. Jacek Ostrowski[4]
- 2018 – 2021 - płk Dariusz Kosowski
- 2021 – 2022 - płk Grzegorz Barabieda
- 2022 – 2024 - gen. bryg. Sławomir Lidwa[5][6]
- 2024 – gen. bryg. Roman Brudło

## Przekształcenia
1. 27 pułk piechoty → 27 zmotoryzowany pułk piechoty → 27 pułk zmechanizowany ↘ rozformowany
2. 28 Saski pułk czołgów średnich → 27 pułk zmechanizowany im. Króla Stefana Batorego → 9 Brygada Kawalerii Pancernej